# Saint-François-Ouest
 (novembre 2017).
Si vous disposez d'ouvrages ou d'articles de référence ou si vous connaissez des sites web de qualité traitant du thème abordé ici, merci de compléter l'article en donnant les références utiles à sa vérifiabilité et en les liant à la section « Notes et références ».
Saint-François-Ouest est une ancienne municipalité du Québec qui a été annexée à la ville de Beauceville en 1998, dans la MRC de Robert-Cliche (aujourd'hui Beauce-Centre) et dans la région administrative de la Chaudière-Appalaches.

## Toponymie
La paroisse de Saint-François-de-Beauce, alors désignée seulement sous le nom de Saint-François, fut probablement mis sous le patronage de Saint François d'Assise en l'honneur du premier missionnaire, le père récollet François Carpentier, qui desservit la paroisse de 1737 à 1743. La seigneurie Rigaud-De Vaudreuil était également surnommé seigneurie Saint-François dès 1763, fut, peu de temps après sa concession en 1736, échangé par le Sieur Fleury de la Gorgendière à son voisin François-Pierre de Rigaud de Vaudreuil, le nom de Saint-François a donc pu s'imposer en hommage au premier seigneur de la seigneurie locale.
L'élément Ouest sert à spécifier l'emplacement géographique de la paroisse de Saint-François-de-Beauce, Saint-François-Ouest étant situé sur la rive Ouest de la rivière Chaudière.

## Administration
| Période | Période | Identité              | Étiquette | Qualité |
| ------- | ------- | --------------------- | --------- | ------- |
| 1933    | 1935    | Paul Rodrigue         |           |         |
| 1935    | 1936    | Philippe Bolduc       |           |         |
| 1936    | 1937    | Paul Rodrigue         |           |         |
| 1937    | 1943    | Isaac Thibodeau       |           |         |
| 1943    | 1945    | Absolon Poulin        |           |         |
| 1945    | 1946    | Louisda Poulin        |           |         |
| 1946    | 1949    | Louis Bolduc          |           |         |
| 1949    | 1951    | Absolon Poulin        |           |         |
| 1951    | 1954    | Louis Bolduc          |           |         |
| 1954    | 1956    | Charles Poulin        |           |         |
| 1956    | 1960    | Henri-Louis Poulin    |           |         |
| 1960    | 1975    | Henri-Louis Thibodeau |           |         |
| 1975    | 1979    | Jean-Rock Poulin      |           |         |
| 1979    | 1985    | Philippe Poulin       |           |         |
| 1985    | 1996    | Paul Bolduc           |           |         |
| 1996    | 1998    | Rémi Bolduc           |           |         |

## Chronologie
- 4 février 1933 : Érection de la municipalité de Saint-François-Ouest de la scission de la paroisse de Saint-François.
- 25 février 1998 : Annexion de la municipalité de Saint-François-Ouest à la ville de Beauceville.

## Démographie
| 1941  | 1951  | 1956 | 1961 | 1966 | 1971 | 1976 | 1981 | 1986  |
| ----- | ----- | ---- | ---- | ---- | ---- | ---- | ---- | ----- |
| 1 502 | 1 021 | 721  | 688  | 638  | 541  | 635  | 976  | 1 083 |

| 1991  | 1996  | - | - | - | - | - | - | - |
| ----- | ----- | - | - | - | - | - | - | - |
| 1 247 | 1 263 | - | - | - | - | - | - | - |